# Стреза
Стрѐза (на италиански: Stresa) е градче и община в Северна Италия, провинция Вербано-Кузио-Осола, регион Пиемонт. Разположено е на 200 m надморска височина, на югозападния бряг на езеро Лаго Маджоре. Населението на общината е 5006 души (към 2012 г.).
През април 1935 година в града е проведена среща на високо равнище между Италия, Франция и Великобритания, на която е създаден съществувалият за кратко Фронт от Стреза.